# Джовани Берше
Вижте пояснителната страница за други личности с името Джовани.
Джовани Берше (на италиански: Giovanni Berchet) е италиански поет, публицист и общественик.

## Биография
Роден е на 23 декември 1783 година в Милано. Автор е на далия тласък на италианския романтизъм манифест „Полусериозно писмо на Гризостомо“, поезия, като известната поема „Бежанците от Парга“, и патриотична публицистика. Един от активните дейци на Рисорджименто, той участва във въстанията през 1821 и 1848 година и живее дълги години в емиграция, главно във Великобритания.
Джовани Берше умира на 23 декември 1851 година в Торино.